# Berberis masafuerana
Berberis masafuerana ist eine Pflanzenart aus der Familie der Berberitzengewächse (Berberidaceae). Sie kommt nur auf der zu Chile gehörenden Alexander-Selkirk-Insel des Juan-Fernández-Archipels vor. Die Beschreibung der Art wurde 1921 von Carl Johan Fredrik Skottsberg in The Natural History of Juan Fernandez and Easter Island beschrieben.

## Beschreibung
Berberis masafuerana ist ein Strauch, der Wuchshöhen von 2 Metern erreichen kann. Die Rinde junger Zweige ist kahl oder manchmal leicht behaart, dunkel rotbraun; mit zunehmendem Alter grau und etwas rau werdend. Dornen können fehlen, undeutlich ausgebildet oder weich sein, pfriemlich bis drei- bis fünfteilig, die Dornäste ungleichmäßig und bis 4 Millimeter lang.
Die Laubblätter sind eiförmig, eiförmig-lanzettlich bis elliptisch, 2 bis 3 Millimeter lang gestielt, an der Spitze gerundet, 1,6 bis 3 Zentimeter lang und 0,5 bis 1,5 Zentimeter breit, oberseits dunkler als unterseits. 
Den Blütenstand bildet eine einzelne Blüte oder bisweilen eine wenig-blütige Dolde. Die kugelförmigen Früchte haben einen Durchmesser von 6 bis 8 Millimeter, der bleibende Griffel ist etwa 0,5 Millimeter lang. Berberis masafuerana blüht zwischen September und November und entwickelt die Früchte von Dezember bis Januar.

## Vorkommen
Berberis masafuerana ist auf der zu Chile gehörenden Alexander Selkirk-Insel (span. Más Afuera) des Juan-Fernández-Archipels endemisch. Dort wächst sie an unerreichbar steilen Hängen. Möglicherweise war sie weiter verbreitet, bevor Ziegen auf der Insel heimisch wurden. Die Art ist nach wie vor wenig erforscht.